# Crosbyella montana
Crosbyella montana is een hooiwagen uit de familie Phalangodidae.